# St. Christophorus (Neuendettelsau)

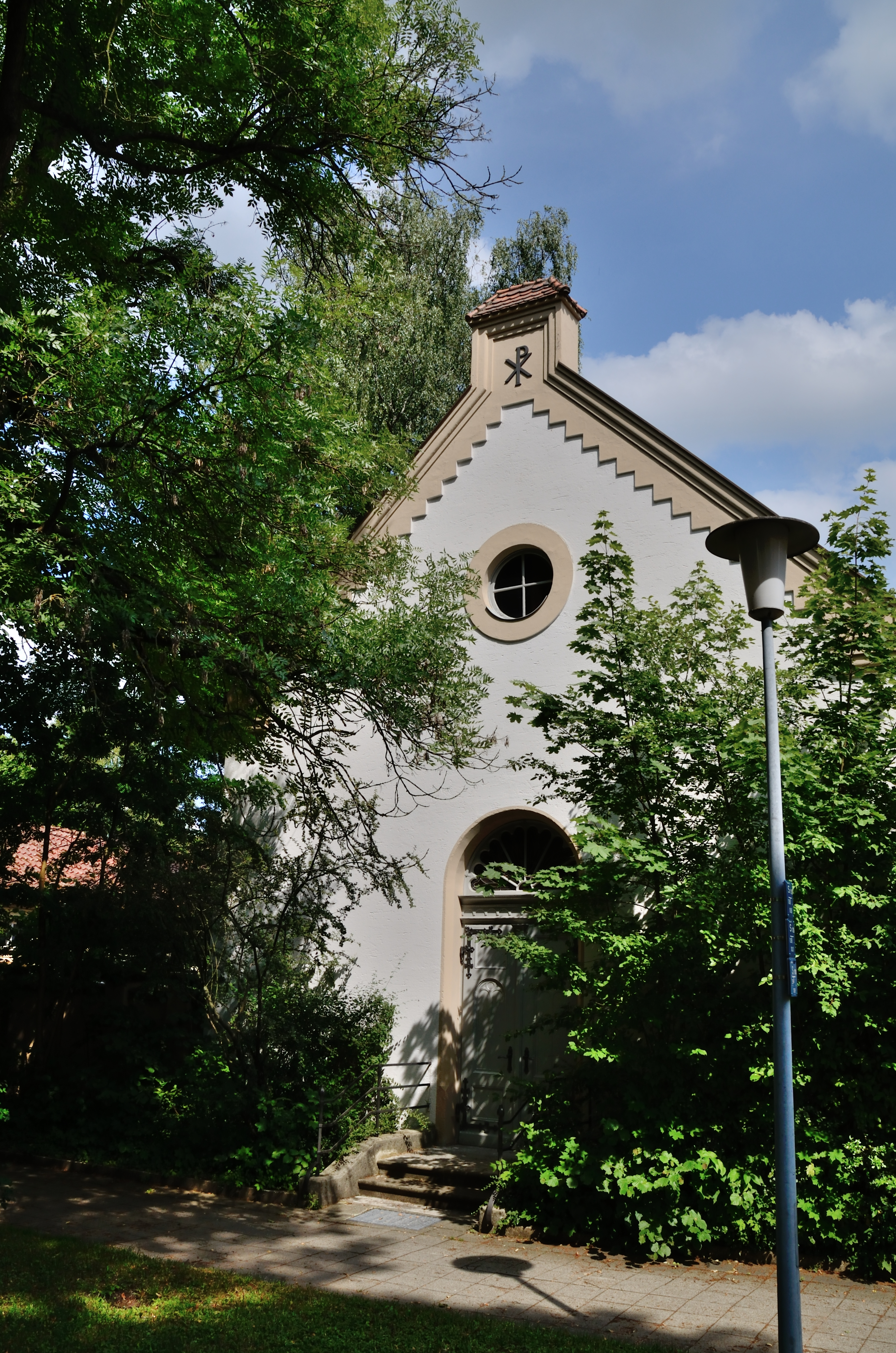
St. Christophorus Neuendettelsau

St. Christophorus ist eine nach dem heiligen Christophorus benannte evangelisch-lutherische Kapelle in Neuendettelsau. 

## Geschichtliches
Die Kapelle wurde 1905 nach den Plänen von Georg Heim als neuer liturgischer Mittelpunkt für die geistig Behinderten erbaut, die in den Heimen der Diakonissenanstalt lebten, da die alte Laurentiuskirche für die wachsende Zahl der Bewohner und Diakonissen zu klein wurde. Am 12. Oktober 1905 konnte sie eingeweiht werden.
Nach dem Zweiten Weltkrieg wurde vereinbart, dass die in Neuendettelsau durch Kriegsflüchtlinge stark angestiegene Zahl der Katholiken dort ihre Sonntagsmesse zelebrieren durften. Bis zum Bau der Franziskuskirche im Jahr 1962 wurde dieses Angebot genutzt.

## Baubeschreibung
Die Kapelle hat ein Langhaus mit rechteckigem Grundriss und Satteldach und im Osten einen eingezogenen 5/8-Choranbau mit Walmdach. Das Langhaus hat fünf Achsen von Rundbogenfenstern an der Süd- und Nordseite, wobei die mittlere Achse an der Südseite durch ein Rundbogenportal ersetzt ist. An der Westseite gibt es ein Rundbogenportal, darüber ein Ochsenauge und ein kleiner Dachreiter, der das Christusmonogramm zeigt. Der Choranbau hat an seinen drei Seiten Rundbogenfenster mit Glasmalereien, die Szenen aus dem Leben Jesu Christi zeigen. Links und rechts vom Chor gibt es jeweils ein Rundbogenportal. Die Außenfassade ist an allen Seiten mit Putzgliederung versehen. Das Gebäude weist nur bescheidene Stilmerkmale der Neuromanik und des Neoklassizismus auf.
Der einschiffige Saal schließt innen mit einer Holzdecke flach ab. An der Ostseite ist er durch eine Stichbogenarkade mit dem Chor verbunden. Über der Arkade steht der Schriftzug: „Kommt her zu mir alle die ihr mühselig und beladen seid“ (Mt 11,28 ). Im Chor steht die Altarmensa.